# 捷克共和國城堡衛隊與警察樂隊
捷克共和國城堡衛隊與警察樂隊是隸屬捷克警察部門的一支樂隊，負責在布拉格城堡以及其他國是訪問的場合擔綱奏樂。
樂隊的起源可以溯自1945年，之後在1953年改轄捷克斯洛伐克內政部。1990年起更名為現名。